# Ateso
För andra betydelser, se Teso.
Ateso (även känt som Teso och Iteso) är ett Nilo-sahariskt språk med cirka 1 000 000 talara i delar av Uganda och Kenya i Östafrika.